# Maurice de Bazelaire de Ruppierre
Marie Joseph Maurice de Bazelaire de Ruppierre (12 septembre 1878-26 septembre 1966) est un officier français des Troupes coloniales, général de division, qui a servi durant la Première Guerre mondiale et la Seconde Guerre mondiale.

## Biographie
Né à Troyes de Gonzalve de Bazelaire de Ruppierre, capitaine au long cours, et Marie Petitot-Bellavene, il appartient à une ancienne famille lorraine de laquelle sont issus, au vingtième siècle, quatre généraux et deux amiraux, ainsi que huit officiers saint-cyriens morts pour la France, dont ses frères  Henri  et Robert de Bazelaire de Ruppierre, et son fils, Jean de Bazelaire de Ruppierre, Compagnon de la Libération (1916 - 1943).
Marié à Paule Éliane Germaine de Job, il eut trois enfants : Olivier-Pomponne , Jean et Louise .
À l'École spéciale militaire de Saint-Cyr, Promotion Marchand (1898-1900), il est condisciple des futurs généraux Henri Giraud et Charles Huntziger.
Lieutenant au 13e Régiment d’Infanterie coloniale (1902) puis au 22e Régiment d’Infanterie coloniale  (1906) à Madagascar, il  sert ensuite en Algérie et en Afrique Occidentale Française (état-major et service géographique) jusqu’en 1912.
Durant la 1re Guerre mondiale, Maurice de Bazelaire de Ruppierre est attaché au 21e Régiment d’Infanterie coloniale: il est capitaine adjudant-major au 1er Bataillon lors de la bataille de la Somme (janvier – octobre 1916) ainsi que lors de la bataille de l’Aisne (avril – mai 1917). Chef de bataillon, commandant le 1er Bataillon, il participe à la bataille du Chemins des Dames (juillet – août 1917), où il est blessé par brûlures aux yeux à la suite d'un bombardement d’obus toxiques (ypérite).
En 1930 - 1932, le colonel de Bazelaire de Ruppierre commande le Régiment d’Infanterie coloniale du Maroc (RICM)  en opérations dans le Rif marocain.
Général de brigade (1934), il commande la 1re Brigade d'Indochine à Haiphong.
Nomme général de division (1938), il participa à la Seconde Guerre mondiale, à la tête de la 4e Division d’Infanterie coloniale (3 septembre 1939 – 25 juin 1940) qui comprend en particulier le 2e Régiment d’Infanterie coloniale et les 16e et 24e Régiments de Tirailleurs sénégalais. À la veille de l’offensive allemande, la 4e  DIC est basée en Alsace (Drulingen). Établies en défense au sud de la Somme, sur la Ligne Weygand, les unités de la 4e DIC, en particulier le 24e RTS et le 2e RIC, participeront à la bataille d'Amiens où elles subirent de lourdes pertes (24 au 28 mai 1940) . Puis, « dans la nuit du 9 au 10 juin, cette division tente de percer en direction de l’Oise, de Pont-Sainte-Maxence. Au matin, il ne reste plus que 200 à 300 hommes au 2e RIC, 300 à 400 au 16e RTS, et 100 au 24e RTS. »

### Grades et Commandements
- 1900 - Sous-lieutenant - 5e Régiment d’Infanterie de marine
- 1902 - Lieutenant (2e classe) -  13e Régiment d’Infanterie coloniale
- 1906 - Lieutenant (1re classe) - 2e Régiment de Tirailleurs malgaches
- 1913 - Capitaine - 21e Régiment d’Infanterie coloniale
- 1917 - Chef de Bataillon - 21e Régiment d’Infanterie coloniale
- 1930 - Colonel - Commandant le Régiment d’Infanterie coloniale du Maroc (RICM ; 1930-1932)
- 1934 - Général de brigade - Commandant la 1re Brigade d’Indochine à Haiphong
- 1937 - Général de brigade - Commandant de l'infanterie du Groupement colonial mixte, à Toulouse
- 1938 - Général de division - Commandant la 4e Division d’Infanterie coloniale (1939-1940)

## Décorations
- Grand officier de la Légion d'honneur (1941) ; Chevalier (1915), Officier (1919), Commandeur (1935).
- Croix de guerre 1914–1918 avec six citations dont : citation à l’ordre de la 4e Armée (octobre 1914), et citation à l’ordre de l’Armée (octobre 1919)[13]
- Tableau d'honneur de la guerre publié par le journal L'Illustration à partir du 30 janvier 1915: Les trois frères de Bazelaire de Ruppierre, Henri, Robert et Maurice (planche 2)